# Культурно-историческая психология (журнал)
Культу́рно-истори́ческая психоло́гия — международное научное издание для психологов, историков и методологов науки, философов, дефектологов, антропологов — специалистов в смежных областях фундаментального и прикладного человекознания.
По показателям национального рейтинга журналов по психологии РИНЦ за 2019 год, журнал «Культурно-историческая психология» безнадежно уступает ведущим психологическим журналам, но, при этом, пока ещё занимает девятнадцатое место в рейтинге национальных психологических изданий.

## Цели журнала
- Консолидация интеллектуальных сил научно-профессионального сообщества в нашей стране и за рубежом вокруг задачи изучения, сохранения и творческого развития наследия культурно-исторической психологии, среди основателей которой были выдающиеся психологи — В. Вундт, Л. С. Выготский, Х. Вернер[2], Ж. Пиаже и др.
- Обеспечение ответственных и зарубежных психологов полноценной профессиональной информацией методического, теоретического и методологического характера в области культурно-исторической психологии.
- Стимулирование вклада творческой научной молодежи в развитие фундаментальной проблематики и практических приложений культурно-исторической психологии.
- Обеспечение практиков актуальной, полезной и удобной для восприятия информацией о возможностях применения идей и методов культурно-исторической психологии в различных областях психологии, педагогики, общественной жизни.
- Фасилитация межотраслевого и международного сотрудничества и интеллектуального обмена в полидисциплинарной области культурно-исторической психологии.

## Международные и российские базы данных
Журнал рекомендован Высшей аттестационной комиссией (ВАК) Министерства образования РФ в перечне ведущих научных журналов и изданий для публикации научных результатов диссертационных исследований. Он также включен в российские и международные базы данных:
- Реферативный журнал и база данных ВИНИТИ
- Российский Индекс научной цитирования (РИНЦ)[1]
- EBSCO publishing
- PsycINFO Journals Coverage
- Ulrich’s Periodicals Directory

В 2006 году журнал получил официальный статус аффилированного журнала Международного общества культурно-деятельностных исследований (ISCAR). Выпускается англоязычный дайджест, содержащий фрагменты опубликованных статей.

## Основные рубрики журнала
- Теория и методология
- Психотерапия и психокоррекция
- Проблемы развития
- Эмпирические исследования
- Дискуссии и дискурсы
- Психология искусства
- Специальная психология
- Автобиографический нарратив
- Живая жизнь без комментариев
- Из истории науки
- Научная жизнь
- Критика и библиография
- Памятные даты
- Психологическая практика
- Проблемы культурно-деятельностной психологии
- Интервью, эссе
- Выготсковедение
- Кросскультурные и этнопсихологические исследования
- Когнитивная психология

## Редколлегия и редакционный совет
Главный редактор — Эльконин Борис Даниилович, доктор психологических наук, действительный член РАО, профессор Института общего среднего образования РАО, профессор кафедры общей и экспериментальной психологии ГУ-ВШЭ (Россия)
Заместитель главного редактора — Мещеряков Борис Гурьевич, доктор психологических наук, заведующий кафедрой психологии Международного университета природы, общества и человека «Дубна», главный редактор Психологического журнала университета «Дубна» (Россия)
Ответственный секретарь — Шведовская Анна Александровна, кандидат психологических наук, доцент кафедры возрастной психологии МГППУ (Россия)
- Ахутина Татьяна Васильевна[п 4] — доктор психологических наук, профессор, зав. лабораторией нейропсихологии факультета психологии МГУ им. М. В. Ломоносова и лабораторией трудностей обучения и синдрома дефицита внимания и гиперактивности МГППУ (Россия)
- Венгер Александр Леонидович[п 5] — доктор психологических наук, детский психолог, профессор Международного университета «Дубна», доцент Российской медицинской академии последипломного образования[п 6] (Россия)
- Гуружапов Виктор Александрович[п 7] — доктор психологических наук, профессор, зав. кафедрой педагогической психологии факультета психологии образования МГППУ (Россия)
- Леонтьев Дмитрий Алексеевич[п 8] — доктор психологических наук, профессор факультета психологии МГУ им. М. В. Ломоносова, заведующий лабораторией проблем развития личности лиц с ограниченными возможностями здоровья МГППУ, директор Института экзистенциальной психологии и жизнетворчества[п 9], член Совета Международного общества экзистенциальной психологии и психотерапии (ISEPP) (Россия)
- Марцинковская Татьяна Давыдовна — доктор психологических наук, профессор, зав. лабораторией психологии личности Психологического института РАО (Россия)
- Обухова Людмила Филипповна[п 10] — доктор психологических наук, профессор факультета психологии МГУ им. М. В. Ломоносова, заведующая кафедрой возрастной психологии МГППУ, действительный член РАЕН (Россия)
- Салмина Нина Гавриловна[п 11] — доктор психологических наук, профессор кафедры «Психологии образования и педагогики» факультета психологии МГУ им. М. В. Ломоносова, профессор кафедры возрастной психологии МГППУ (Россия)
- Сапогова Елена Евгеньевна[п 12] — доктор психологических наук, зав. кафедрой психологии Тульского государственного университета (Россия)
- Цукерман Галина Анатольевна[п 13] — доктор психологических наук, ведущий научный сотрудник Психологического института РАО (Россия)
- Холмогорова Алла Борисовна[п 14] — доктор психологических наук, профессор, ; и.о.декана факультета консультативной и клинической психологии МГППУ, зав. кафедрой клинической психологии и психотерапии МГППУ, Московскогий НИИ психиатрии Минздрава РФ, заведуюющая лабораторией клинической психологии и психотерапии(Россия)
- Вересов Николай Николаевич[п 15] — Ph.D., Associate Professor in Early Childhood, Faculty of Education, Monash University (Австралия)
- Петровский Вадим Артурович[п 16] — доктор психологических наук, профессор, член-корреспондент РАО, профессор кафедры психологии личности , НИУ Высшая школа экономики, факультет психологии(Россия)
- Завершнева Екатерина Юрьевна[п 17] — кандидат психологических наук, доцент, доцент кафедры общей психологии факультета клинической психологии, Московский Государственный Медико-Стоматологический Университет им. А.И. Евдокимова (Россия)
- Фаликман Мария Вячеславовна[п 18] — кандидат психологических наук, ведущий научный сотрудник лаборатории когнитивных исследований Научного исследовательского университета «Высшая школа экономики», старший научный сотрудник филологического факультета Московского государственного университета имени М.В. Ломоносова(Россия)

Примечания
1. ↑  Эльконин Б.Д. — PsyJournals.ru. Дата обращения: 3 мая 2020. Архивировано 5 августа 2020 года.
2. ↑  Мещеряков Б.Г. — PsyJournals.ru. Дата обращения: 3 мая 2020. Архивировано 24 октября 2020 года.
3. ↑  Московский городской психолого-педагогический университет. МГППУ :: Кто есть кто в МГППУ. Дата обращения: 18 июня 2010. Архивировано из оригинала 21 сентября 2013 года.
4. ↑  Преподаватели. Дата обращения: 18 июня 2010. Архивировано 6 октября 2010 года.
5. ↑  Венгер А.Л. — PsyJournals.ru. Дата обращения: 3 мая 2020. Архивировано 25 сентября 2020 года.
6. ↑  Добро пожаловать в РМАПО — Добро пожаловать в РМАПО / Российская Медицинская Академия Последипломного Образования (РМАПО). Дата обращения: 3 мая 2020. Архивировано 2 мая 2020 года.
7. ↑  Гуружапов В.А. Дата обращения: 18 июня 2010. Архивировано 8 ноября 2010 года.
8. ↑  Леонтьев Дмитрий Алексеевич. Дата обращения: 18 июня 2010. Архивировано 9 апреля 2010 года.
9. ↑  Архивированная копия. Дата обращения: 18 июня 2010. Архивировано 2 июля 2010 года.
10. ↑  Обухова Людмила Филипповна. Дата обращения: 18 июня 2010. Архивировано 3 апреля 2010 года.
11. ↑  Салмина Нина Гавриловна. Дата обращения: 18 июня 2010. Архивировано 20 сентября 2010 года.
12. ↑  Сапогова Е.Е. — PsyJournals.ru. Дата обращения: 3 мая 2020. Архивировано 23 декабря 2019 года.
13. ↑  Цукерман Г.А. — PsyJournals.ru. Дата обращения: 3 мая 2020. Архивировано 21 сентября 2020 года.
14. ↑  Холмогорова А.Б. — PsyJournals.ru. Дата обращения: 3 мая 2020. Архивировано 21 марта 2020 года.
15. ↑  Вересов Н.Н. — PsyJournals.ru. Дата обращения: 3 мая 2020. Архивировано 17 декабря 2019 года.
16. ↑  Петровский В.А. — PsyJournals.ru. Дата обращения: 3 мая 2020. Архивировано 5 августа 2020 года.
17. ↑  Завершнева Е.Ю. — PsyJournals.ru. Дата обращения: 3 мая 2020. Архивировано 23 ноября 2019 года.
18. ↑  Фаликман М.В. — PsyJournals.ru. Дата обращения: 3 мая 2020. Архивировано 31 октября 2020 года.

Председатель —  Рубцов Виталий Владимирович, доктор психологических наук, профессор, действительный член РАО, ректор МГППУ, директор Психологического института РАО (Россия)
Заместитель председателя —  Марголис Аркадий Аронович, кандидат психологических наук, первый проректор МГППУ (Россия)
- Асмолов Александр Григорьевич — доктор психологических наук, профессор факультета психологии МГУ им. М. В. Ломоносова (Россия)
- Василюк Федор Ефимович[п 3] — доктор психологических наук, декан факультета «Психологическое консультирование» МГППУ, заведующий лабораторией научных основ психотерапии Психологического института РАО, председатель редакционного совета МПЖ[п 4], главный научный сотрудник лаборатории научных основ психологического консультирования и психотерапии Психологического института РАО (Россия)
- Кравцова Елена Евгеньевна[п 5] — доктор психологических наук, профессор кафедры проектирующей психологии, директор Института психологии им. Л. С. Выготского[п 6], заведующая кафедрой проектирующей психологии ИП РГГУ (Россия)
- Лекторский Владислав Александрович[п 7] — доктор философских наук, профессор (Россия)
- Лубовский Владимир Иванович[п 8] — доктор психологических наук, зав. лабораторией МПГУ, профессор кафедры специальной психологии факультета клинической и специальной психологии МГППУ (Россия)
- Мусхелишвили Николай Львович — доктор психологических наук, профессор (Россия)
- Эльконин Борис Даниилович[п 9] — доктор психологических наук, заведующий лабораторией Психологического института РАО (Россия)
- Гиллермо Ариас Беатон[п 10] — профессор кафедры Л. С. Выготского факультета психологии Гаванского университета[п 11] (Куба)
- Вальсинер Яан[п 12] — профессор факультета психологии Университета Кларка[п 13], Вустер (США)
- Веджетти Мария Серена[п 14] — профессор общей психологии факультета психиатрии и медицинской психологии Первого Римского университета «La Sapienza»[п 15] (Италия)
- Верч Джеймс[п 16] — профессор факультета образования Вашингтонского университета в Сан Лоисе (США)
- Дениелс Гарри[п 17] — профессор, руководитель Центра социокультурных и деятельностных исследований, руководитель исследовательской программы «Обучение как культурная и социальная практика» университета г. Бат[п 18] (Великобритания)
- Иванова Елена Феликсовна[п 19] — доктор психологических наук, зав. кафедрой психологии Харьковского национального университета им. В. Н. Каразина (Украина)
- Козулин Алекс[п 20] — доктор психологии, профессор Международного центра по повышению потенциала обучаемости, Иерусалим (Израиль)
- Коул Майкл[п 21] — профессор Калифорнийского университета Сан-Диего, специалист по коммуникации, психологии и развитию человека, заведующий лабораторией сравнительного изучения человека (США)
- Перре-Клермон Анна-Нелли[п 22] — доктор психологических наук, директор института психологии и образования университета г. Ньюшатель[п 23] (Швейцария)
- Прайс Гэри Глен[п 24] — профессор, зав. кафедрой магистерских программ, факультет методики и методологии преподавания университета Висконсин-Мэдисон[п 25] (США)
- Робинс Дороти[п 26] — профессор факультета современных языков Центрального университета штата Миссури[п 27] (США)
- Хаккарайнен Пентти[п 28] — профессор Центра развивающего обучения Университета Оулу (Финляндия)
- Чаклин Сэт[п 29] — профессор Института педагогической психологии Датского университета образования г. Копенгаген[п 30], директор ISCAR (Дания)

Примечания
1. ↑  Московский городской психолого-педагогический университет. МГППУ :: Кто есть кто в МГППУ. Дата обращения: 18 июня 2010. Архивировано из оригинала 22 августа 2010 года.
2. ↑  Московский городской психолого-педагогический университет. МГППУ :: Кто есть кто в МГППУ. Дата обращения: 18 июня 2010. Архивировано из оригинала 24 марта 2010 года.
3. ↑  Московский городской психолого-педагогический университет. МГППУ :: Кто есть кто в МГППУ. Дата обращения: 18 июня 2010. Архивировано из оригинала 26 октября 2009 года.
4. ↑  Московский Психотерапевтический Журнал. Дата обращения: 18 июня 2010. Архивировано 1 июля 2010 года.
5. ↑  Кравцова Елена Евгеньевна. Дата обращения: 18 июня 2010. Архивировано 11 июня 2010 года.
6. ↑  Институт психологии им. Л. С. Выготского. Дата обращения: 18 июня 2010. Архивировано из оригинала 28 июня 2010 года.
7. ↑  Лекторский Владислав Александрович. Дата обращения: 18 июня 2010. Архивировано 3 сентября 2010 года.
8. ↑  Российская академия образования | ЛУБОВСКИЙ Владимир Иванович. Дата обращения: 18 июня 2010. Архивировано из оригинала 21 сентября 2013 года.
9. ↑  Эльконин Борис Даниилович. Дата обращения: 18 июня 2010. Архивировано из оригинала 14 февраля 2009 года.
10. ↑  Гиллермо А. Б. — PsyJournals.ru. Дата обращения: 3 мая 2020. Архивировано 23 ноября 2020 года.
11. ↑  Facultad de Psicología | Universidad de La Habana. Дата обращения: 23 июня 2010. Архивировано 13 мая 2012 года.
12. ↑  Яан Вальсинер. Дата обращения: 18 июня 2010. Архивировано 25 мая 2012 года.
13. ↑  Clark University | One of 40 «Colleges that Change Lives». Дата обращения: 18 июня 2010. Архивировано 18 июня 2010 года.
14. ↑  Российская академия образования | ВЕДЖЕТТИ Мария Серена. Дата обращения: 18 июня 2010. Архивировано из оригинала 21 сентября 2013 года.
15. ↑  Sapienza — Università di Roma. Дата обращения: 18 июня 2010. Архивировано 17 мая 2012 года.
16. ↑  Российская академия образования | ВЕРЧ Джеймс. Дата обращения: 18 июня 2010. Архивировано из оригинала 21 сентября 2013 года.
17. ↑  Department of Education — University of Bath. Дата обращения: 23 июня 2010. Архивировано из оригинала 29 октября 2010 года.
18. ↑  Homepage | University of Bath. Дата обращения: 18 июня 2010. Архивировано 1 января 2016 года.
19. ↑  Иванова Е.Ф. — PsyJournals.ru. Дата обращения: 3 мая 2020. Архивировано 24 декабря 2019 года.
20. ↑  Contacts: Alex Kozulin, Research Director. Дата обращения: 21 июня 2010. Архивировано 12 мая 2008 года.
21. ↑  Коул М. — PsyJournals.ru. Дата обращения: 3 мая 2020. Архивировано 18 сентября 2020 года.
22. ↑  anne-nelly.perret-clermont. Дата обращения: 18 июня 2010. Архивировано из оригинала 23 декабря 2010 года.
23. ↑  Université de Neuchâtel (Suisse) Bachelor l Master l PhD l Recherche. Дата обращения: 23 июня 2010. Архивировано из оригинала 5 января 2006 года.
24. ↑  C&I — Gary Glen Price. Дата обращения: 3 мая 2020. Архивировано 9 сентября 2012 года.
25. ↑  University of Wisconsin-Madison. Дата обращения: 18 июня 2010. Архивировано 19 декабря 1996 года.
26. ↑  In Memory of L.S. Vygotsky. Дата обращения: 23 июня 2010. Архивировано из оригинала 2 февраля 2011 года.
27. ↑  Mizzou — University of Missouri. Дата обращения: 3 мая 2020. Архивировано 2 мая 2020 года.
28. ↑  Oulun yliopiston Kajaanin yksiköt — Pentti Hakkarainen. Дата обращения: 18 июня 2010. Архивировано 18 февраля 2005 года.
29. ↑  Чаклин С. — PsyJournals.ru. Дата обращения: 3 мая 2020. Архивировано 23 декабря 2019 года.
30. ↑  [www.world-art.ru/architecture/architecture.php?id=5586 Копенгагенский университет [University of Copenhagen]]

## Подписка на журнал
1. Подписка на печатную версию журнала для России, СНГ и Балтии: https://web.archive.org/web/20110213075312/http://psyjournals.ru/subscribe/print.shtml
2. Подписка на электронный архив и текущие выпуски журнала: https://web.archive.org/web/20110216012239/http://psyjournals.ru/subscribe/person.shtml